# Nell Lajos
Nell Lajos (Felsőgöd, 1942. április 12. – Pomáz, 2017. június 25.) magyar labdarúgó, csatár.

## Pályafutása
1965-ben tagja volt a Vasas bajnokcsapatának. 1966 és 1968 között a Győri Vasas ETO sikercsapatának a tagja volt. Részese volt a sorozatban háromszor magyar kupagyőzelmet szerző győri együttesnek 1966-ban és 1967-ben. Bajnoki harmadik lett a csapattal 1967-ben. 1969 és 1971 között ismét a Vasas együttesében szerepelt. 21 bajnoki mérkőzésen lépett pályára és öt gólt szerzett. 1970–71-ben bronzérmest lett az angyalföldi csapattal. Utolsó élvonalbeli csapata a VM Egyetértés volt. 1971 és 1973 között 38 bajnoki találkozón szerepelt és négy gólt szerzett.

## Sikerei, díjai
- Magyar bajnokság
  - bajnok: 1965
  - 3.: 1967, 1970–71
- Magyar Kupa (MNK)
  - győztes: 1966, 1967
- Kupagyőztesek Európa-kupája (KEK)
  - negyeddöntős: 1966–67